# Ricardo Raimundo Nogueira
Ricardo Raimundo Nogueira (Porto, 31 de agosto de 1746 — Lisboa, 7 de maio de 1827) professor de direito da Universidade de Coimbra, jurista e político, membro da Regência do Reino (1810-1820). Foi sócio da Academia Real das Ciências de Lisboa e distinguiu-se como poeta e literato.

## Biografia
Ricardo Raimundo Nogueira nasceu na cidade do Porto, filho do doutor Luís Nogueira e de Floriana Teotónia Barreto, uma família abastada de raízes minhotas. Após ter realizado os estudos preparatórios no Porto e em Coimbra, matriculou-se em 1759, com apenas treze anos de idade, na cadeira de Instituta, recebendo o grau de bacharel a 26 de maio de 1764. Considerado como um aluno excecionalmente distinto, o Marquês de Pombal desejando mostrar um «espetáculo literário» glorioso para o país, escolheu os «exames e ostentações» que precederam a sua graduação para que fossem assistidos pelo Conde de Lippe, então de visita à Universidade. Concluiu o doutoramento em direito na Faculdade de Leis da Universidade de Coimbra a 24 de maio de 1765.
Concluída a formatura em Coimbra, regressou à sua cidade natal, a cidade do Porto, onde se habilitou à magistratura e até setembro de 1772 foi advogado da feitoria inglesa ali estabelecida, funções em que mostrou notável aptidão forense.
Com a reforma da Faculdade de Leis, em setembro de 1772 voltou para Coimbra como opositor no concurso para provimento de docentes nas novas cadeiras cridas em direito. Nesse mesmo mês tomou o hábito da Ordem de Santiago, professando no Colégio das Três Ordens Militares de Coimbra, onde passou a residir.
Foi nomeado docente daquela faculdade da Universidade de Coimbra, iniciando uma carreira de professor de direito que manteve até se jubilar em junho de 1802 ao ser nomeado reitor do Real Colégio dos Nobres, em Lisboa. Apesar de ter pouco mais de vinte e seis anos de idade, foi logo em finais de 1772 nomeado deputado da Junta da Fazenda da Universidade de Coimbra e, poucos meses depois, a 9 de junho de 1773, deputado da Junta da Inquisição de Coimbra.
Foi promovido a 29 de janeiro de 1790 para reger, como lente proprietário, a primeira cadeira de Instituta e nomeado em abril de 1795 professor da cadeira de Direito Pátrio. Passou a ocupar o cargo de quarto lente da sua faculdade a 4 de maio de 1800. Foi nomeado por carta régia de 13 de março de 1798 para o cargo de bibliotecário da Livraria da Universidade, mantendo-se nessas funções até se jubilar.
Nomeado a 2 de janeiro de 1802, exercia as funções de reitor do Real Colégio dos Nobres, em Lisboa, quando ocorreram as invasões francesas de Portugal e a fuga da corte para o Rio de Janeiro. Após o Príncipe Regente ter aceite a demissão de João Francisco Benedito de Sousa Lancastre e Noronha, foi indigitado por decreto de 24 de maio de 1810 para integrar a Regência do Reino. Exerceu o cargo de membro da Regência do Reino desde 1810 até à extinção daquele órgão em 1820, ocorrida por força da Revolução Liberal do Porto de agosto daquele ano.
Enquanto membro da Regência do Reino manteve um registo dos assuntos mais importantes tratados nas reuniões daquele órgão, cujo manuscrito inédito, com o título A Memória das coisas mais notáveis que se trataram nas Conferências do Governo destes Reinos, desde o dia 9 de Agosto de 1810, em que entrei a servir o lugar de um dos Governadores, até 5 de Fevereiro de 1820, foi preservado. A obra foi transcrita e editada pela Imprensa da Universidade de Coimbra em 2012.
Após o regresso do rei D. João VI de Portugal a Lisboa, foi nomeado pelo monarca para vogal da junta criada a 19 de junho de 1823 para preparar um projeto de constituição política da monarquia. Foi nomeado para o cargo de conselheiro de Estado a 4 de junho do referido ano de 1823.
Paralelamente iniciou uma carreira eclesiástica, recebendo a ordem de subdiácono em 15 de junho de 1788. Foi nomeado Cónego Doutoral da Sé de Elvas (1788) e da Sé de Faro (1791). Foi também censor régio do Desembargo do Paço.
Interessou-se por assuntos literários e tinhas bons conhecimentos de algumas línguas europeias e de latim e grego clássico. Dedicou-se à tradução, tendo publicado versões portuguesas das Pastorais de Salomon Gessner (1730–1788), obra publicada no Porto em 1778, e da Poética de Aristóteles, publicada em Lisboa em 1779.
Também publicou um longo poema sobre Sintra, intitulado A Serra de Sintra. Na área do Direito, merecem destaque as Prelecções de Direito Pátrio, publicadas em O Instituto e no Jornal de Jurisprudência.
Foi sócio da Academia Real das Ciências de Lisboa e do Instituto de Coimbra.